# Sternohammus laosensis
Sternohammus laosensis là một loài bọ cánh cứng trong họ Cerambycidae.